# Vertigo Records
Vertigo Records är det namn som skivbolaget Philips Records (Phonogram) använde från 1960-talet och framåt för musik inom hårdrock-genren. Artistgrupper som Black Sabbath, Thin Lizzy, Status Quo, Rush, Nirvana och Metallica har släppt flera album på skivbolaget.
Idag[när?] ägs Vertigo av Mercury Records som är en del av Universal Music Group.